# Gabriel del Barco
Gabriel del Barco (Siguença 1649 - Lisboa (?), após 1701) foi um pintor de tectos e azulejista espanhol que desenvolveu a sua atividade artística em Portugal.

## Biografia
Gabriel del Barco veio para Portugal após o termo da Guerra da Restauração, em janeiro de 1669.
Em julho do mesmo ano casa com Agostinha das Neves, cunhada do pintor Marcos da Cruz. Tendo enviuvado em 18 de janeiro de 1701 casa de novo, em 18 de abril do mesmo ano, com Maria Teresa Batista.
Gabriel del Barco começa a sua atividade artística em Portugal na decoração de tetos.
A sua atividade como pintor de azulejos tem início cerca de 1690 e sofre, naturalmente, uma influência significativa da sua experiência artística anterior.
Gabriel del Barco é considerado o precursor do Ciclo dos Mestres na produção azulejar portuguesa.

## Obra

### Obra assinada
- Capela da Quinta dos Sinel de Cordes, em Barcarena (Portugal) (1692)
- Quinta de Dantas da Cunha, em Lisboa (Torel) (1695)
- Palácio dos Condes da Ponte, em Lisboa (Santo Amaro) (1697)
- Capela de Nossa Senhora dos Prazeres, em Beja (1698)[3]
- Igreja de Santiago, em Évora (1699)
- Igreja do Convento dos Lóios, em Arraiolos (1700)
- Sala da Confraria do Santíssimo Sacramento na Igreja de São Mamede, em Évora
- Palácio dos Condes de Almada, em Lisboa

### Obra atribuída
- Capela de Nossa Senhora da Penha de França, na Vista Alegre, em Ílhavo[4]
- Capela do Palácio Palmela, em Lisboa[5]
- Capela do Salvador do Mundo, em Castelo de Vide (1695)
- Capela do Calhariz, em Azeitão (1696)

### Obra atribuída com reservas
- Igreja de São Vitor, em Braga (1692)
- Capela de Nossa Senhora do Rosário, na Sé Catedral de Faro